# Onna, Okinawa
Onna (恩納村 Onna-son Okinawan: Unna) là một làng thuộc huyện Kunigami, Okinawa, Nhật Bản.
Đến năm 2013, dân số của làng này là 10.443 và mật độ là 200 người/km². Tổng diện tích là 50.77 km². Không giống các vùng khác của Nhật Bản, Onna có một khoảng thời gian dài duy trì mức tăng dân số ổn định trong thời kỳ hậu chiến tranh. Năm 1965, dân số của làng là 8.471, và 2003 tăng hơn 10.000 dân.

## Địa lý

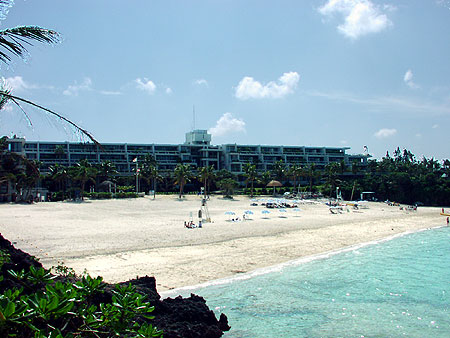
Bãi biển Moon ở Onna

Onna nằm ở trung phần của đảo Okinawa, và nằm kéo dài dọc theo bờ biến phía tây của đảo. Làng này có chiều dài 27,4 kilômét (17,0 mi) từ bắc xuống nam nhưng bề rộng chỉ có 4,2 kilômét (2,6 mi). Ngôi làng nằm trong dãy núi gồ ghề Sekiryo chạy từ bắc tới đảo trung tâm Okinawa, với núi Onna là điểm cao nhất trong làng. Khu định cư trong làng nằm trong số ít các khu vực bằng phẳng hơn.
Khu vực ven biển của Onna được xác định là một phần của vườn quốc gia Okinawa Kaigan Quasi năm 1972 sau khi tái lập tỉnh Okinawa. Onna nổi tiếng với bờ biển đẹp, nhất là Mũi Manzamo và mũi Maeda.

### Các khu dân cư lân cận
Onna giáp ranh với 6 khu dân cư khác trong tỉnh Okinawa.
- Nakadomari
- Nago
- Thành phố Okinawa
- Uruma
- Kin
- Ginoza
- Yomitan[3]